# Danburyt

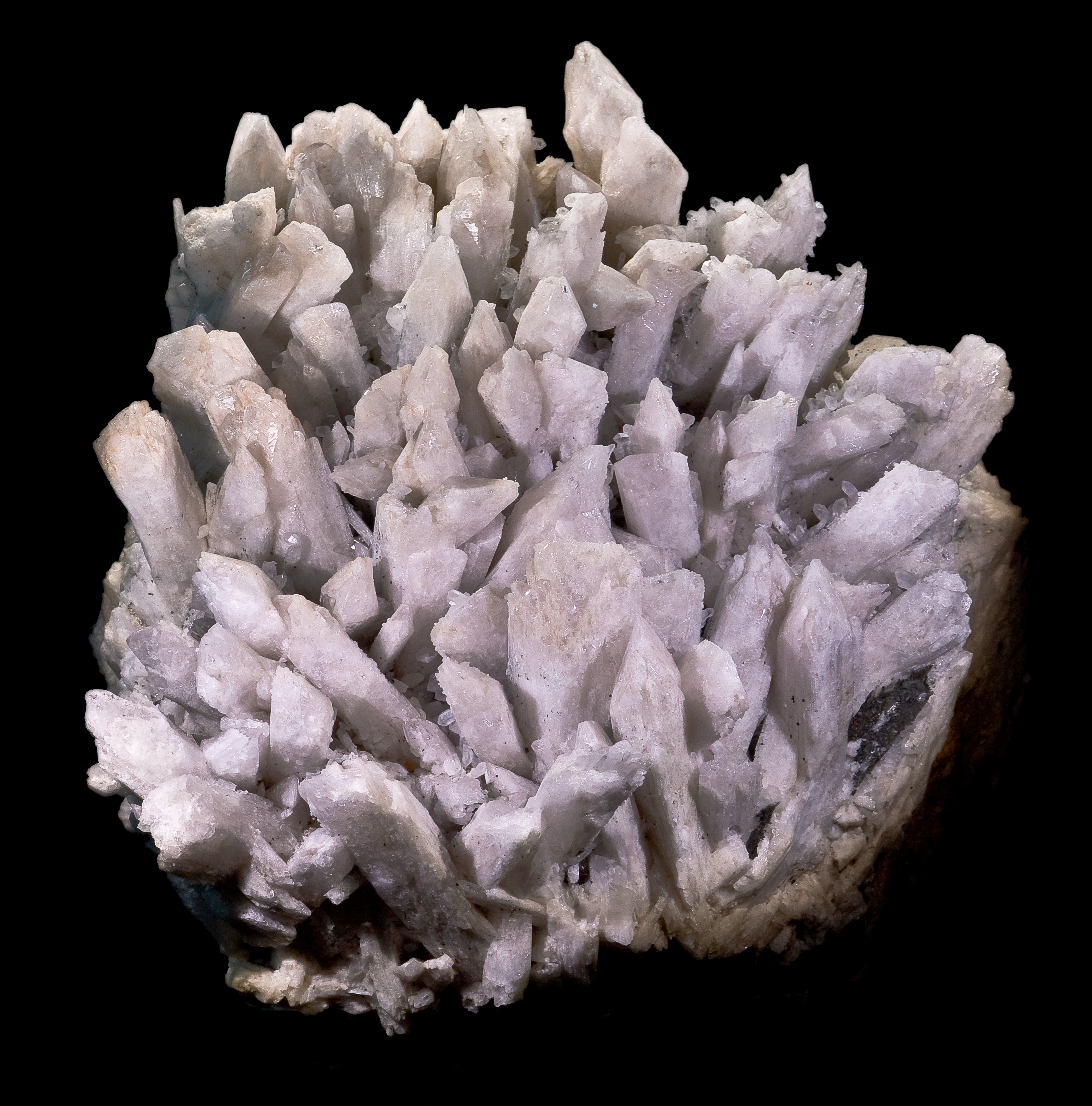
Danburyt wydobyty w kopalni San Sebastian, Charcas, San Luis Potosí, Meksyk (35x28x21 cm)

Danburyt – rzadki minerał z gromady krzemianów, będący borokrzemianem wapnia. Nazwa jest związana z miejscem występowania – Danbury w Connecticut, USA; gdzie został odkryty w 1839 r. w zmetamorfizowanych dolomitach.

## Właściwości
Krystalizuje w układzie rombowym. Tworzy słupkowe kryształy przyjmujące postać wielościennego słupa, klinowato zakończonego rombową dwupiramidą. Na ścianach kryształów widoczne jest nieraz poprzeczne prążkowanie. Dobrze wykształcone kryształy są narosłe.  Spotykany w formie szczotek krystalicznych w druzach. Występuje w skupieniach zbitych, promienistych, nerkowatych i ziarnistych. Także jako naskorupienia lub zbite, porcelanowe masy. Jest minerałem kruchym, przezroczystym do półprzezroczystego. Najczęściej bezbarwny lub biały. Posiada szklisty lub tłusty połysk. Częstymi zanieczyszczeniami w strukturze są żelazo, mangan, glin, magnez, stront i sód.

## Występowanie
Występuje w utworach wykazujących bezpośredni lub pośredni związek z działalnością magmową (zmienione skały wylewne). Jest spotykany w pegmatytach, utworach pneumatolitycznych, granitach, niekiedy występuje w żyłach typu alpejskiego oraz hydrotermalnych kruszcowych. Stanowi składnik niektórych skał metamorficznych powstałych na skutek intensywnych procesów metasomatycznych (grejzeny) albo w warunkach przeobrażeń kontaktowych (bogate w bor skarny, dolomity, marmury). Znany również ze zmetamorfizowanych ewaporatów. Towarzyszą mu kwarc, kalcyt, cytryn, ametyst, sfaleryt, fluoryt, turmalin, chalkopiryt, datolit, piryt, piroksen,  kwarc dymny.

## Miejsce występowania
Należy do minerałów bardzo rzadkich. Oprócz USA – Danbury (Connecticut) oraz Russel, występuje również w Meksyku – rejon Baja i California, Birmie – Mogok, Japonii – Obira, Kyusziu. Także: Rosja – Dalniegorsk, Szwajcaria – Piz Vallatscha, Grison, Włochy – dolina Aosty, Viterbo, Boliwia, Kanada, Czechy – Maglovec, Madagaskar.

## Zastosowanie
Ma znaczenie naukowe oraz kolekcjonerskie. Największe wykształcone kryształy pochodzą z Rosji (bezbarwne o długości powyżej 20 cm). oraz z Madagaskaru (żółtobrunatne, o dł. około 10 cm).
Danburyt, ze względu na stosunkowo dużą twardość i słabą łupliwość doskonale nadaje się do wyrobu biżuterii. Starannie oszlifowane kamienie, mimo niewielkiej dyspersji, mogą być bardzo efektowne. Nadaje się im najczęściej szlif fasetkowy zarówno brylantowy jak i schodkowy.
Największy danburyt pochodzi z Birmy, ma żółtą barwę i masę 138,6 ct. Waga przeciętnych kamieni nie przekracza 10 ct.